# Euhalidaya orbitalis
Euhalidaya orbitalis là một loài ruồi trong họ Tachinidae.